# Marcia Freedman
Marcia Freedman (hebr.: מרשה פרידמן, ur. 17 maja 1938 w Newark, zm. 21 września 2021) – amerykańsko-izraelska działaczka praw człowieka, polityk, w latach 1973–1977 poseł do Knesetu.

## Życiorys
Urodziła się 17 maja 1938 w Newark w stanie New Jersey. Ukończyła studia licencjackie na Bennington College w Bennington (Vermont), a następnie zdobyła tytuł zawodowy Master of Arts na New York University. W latach 1960–1967 Była działaczką ruchu praw obywatelskich (American Civil Rights Movement). W 1967 wyemigrowała do Izraela, gdzie dalej działała jako działaczka na rzecz praw człowieka. Była jedną z prekursorek ruchu feministycznego i działaczką ruchów socjalistycznych. W wyborach parlamentarnych w 1973 po raz pierwszy i jedyny dostała się do izraelskiego parlamentu z listy partii Ratz. W ósmym Knesecie zasiadała w komisjach spraw publicznych oraz edukacji i kultury. W czasie kadencji, wraz z częścią posłów opuściła Ratz zakładając nowe ugrupowanie – Ja’ad, po jej rozwiązaniu nie powróciła jednak do macierzystej partii pozostając posłanką niezależną. W 1977 była założycielką Partii Kobiet. W kolejnych wyborach nie udało się jej zdobyć mandatu poselskiego. W latach 1977–1981 była przewodniczącą organizacji pomagającej kobietom. W 1981 zdecydowała się na powrót do Stanów Zjednoczonych.
Zmarła 21 września 2021.